# San Juan de Nicaragua

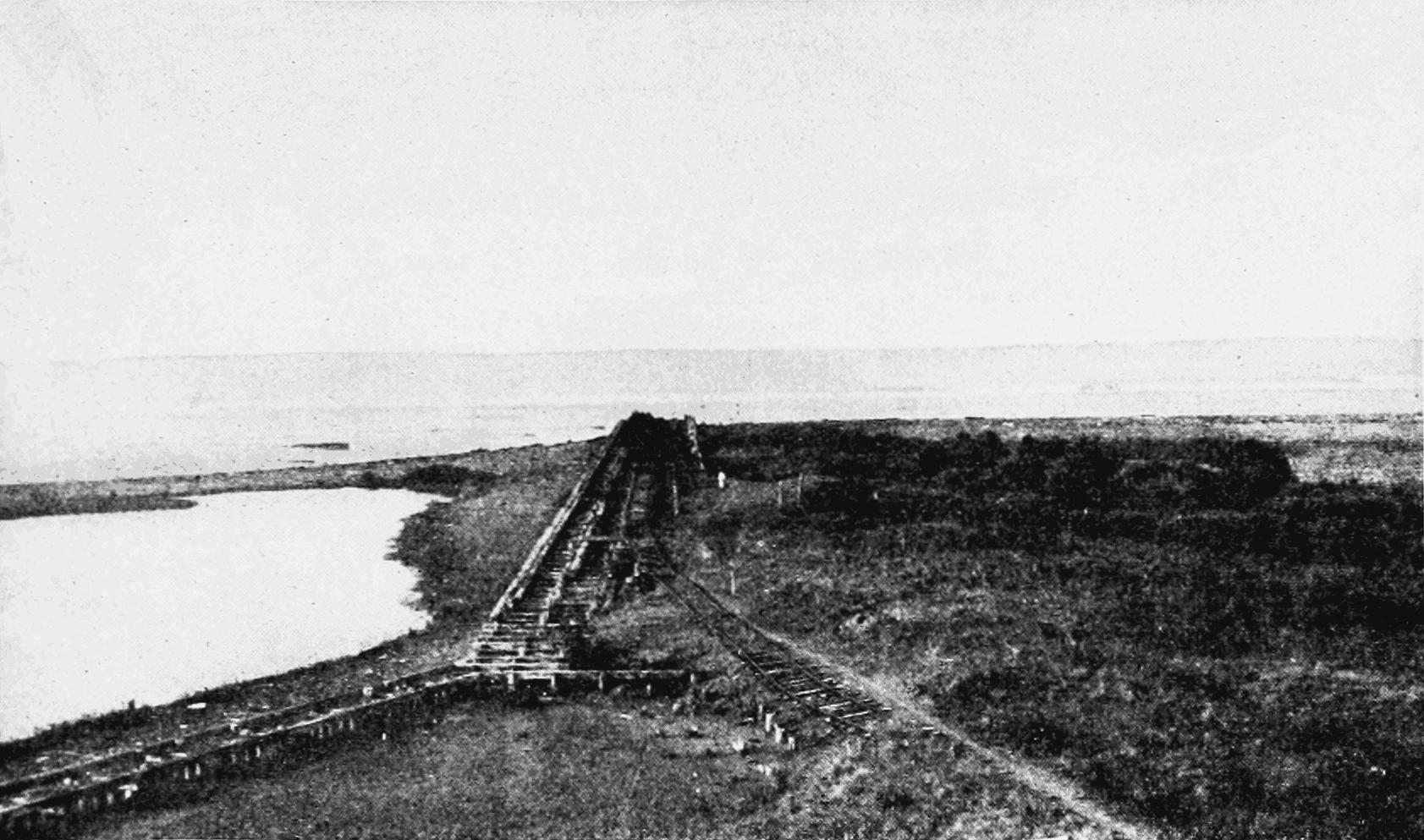
PSM V61 D321 Der Hafen von Greytown

San Juan de Nicaragua, früher bekannt als San Juan del Norte und auf Englisch Greytown, ist ein Ort im Südosten Nicaraguas, im Departamento Río San Juan, das zugehörige Municipio heißt seit 2002 Greytown.

## Geographie
San Juan de Nicaragua liegt an der karibischen Küste im Süden der Miskitoküste in der Nähe der Grenze zu Costa Rica. Es liegt an der Mündung des Río San Juan in die Karibik.
Die Morphologie der Stadt ist geprägt durch das Delta des Río San Juan, der vulkanische Sedimente aus Costa Rica bringt, die im Zusammenwirken mit Meeresströmungen und Winden den Hafen verlegen.

## Geschichte
Spanische Konquistadoren erreichten die Mündung des Río San Juan am 24. Juni 1539 dem Johannistag, weshalb der Fluss Río San Juan und der Ort an seiner Mündung nach San Juan del Norte benannt wurde.
1541 ließ der Gouverneur von Nicaragua Rodrigo Contreras, eine befestigte Garnison mit Zollstation als San Juan de la Cruz errichten. 1707 und 1762 wurde der Ort von Miskitos zerstört.
San Juan del Norte gehörte zu dem 1739 von Peru abgespaltenen Vizekönigreich Neugranada, in dem 1740 ein britisches Protektorat Miskito errichtet wurde.
1796 wurde zur Förderung des Handels der Hafen zum Freihafen erklärt. Ebenso Freihäfen waren Puerto de Omoa in Honduras und Puerto de Santo Tomás de Castilla in Guatemala.

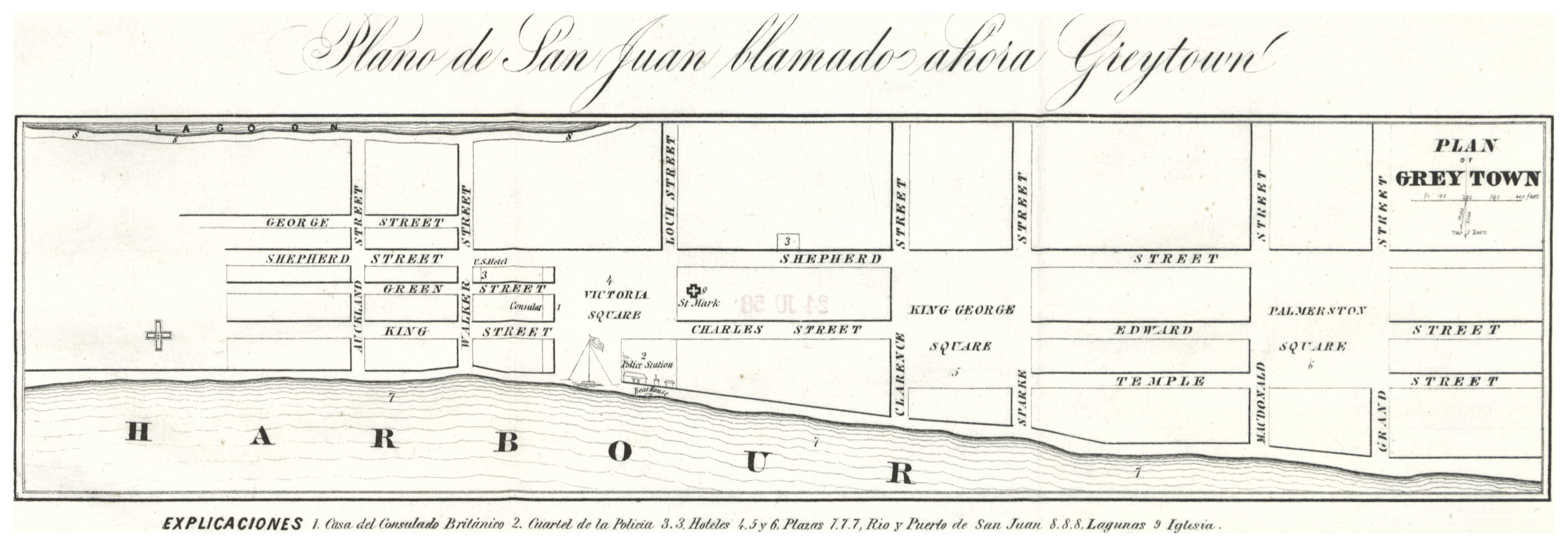
Stadtplan von Greytown (um 1840)

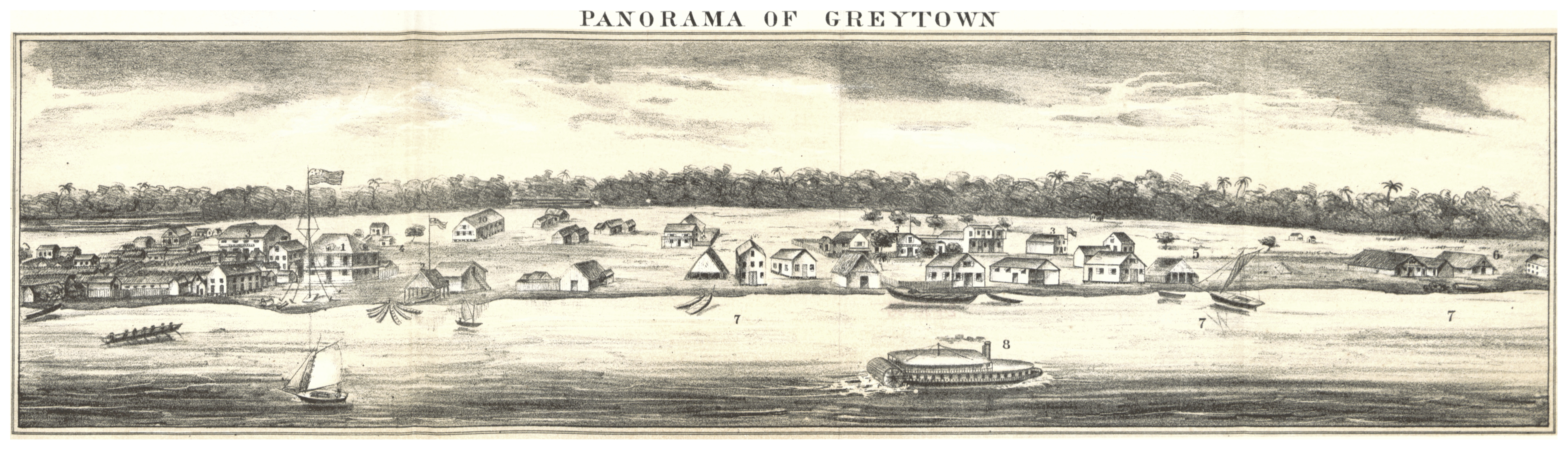
Hafenansicht von Greytown (um 1840)

1842 erlebte die Stadt ein starkes Wachstum, als sie der östliche Hafen eines Transportunternehmens von Cornelius Vanderbilts Accessory Transit Company wurde. Durch dieses Unternehmen wurden monatlich Tausende Reisende von der Atlantik- zur Pazifikseite von Zentralamerika transportiert. Diese wollten wegen des Goldrausches nach Kalifornien. Segel- und Dampfschiffe fuhren über New York und New Orleans nach San Juan del Norte. Von hier transportierten sie Schiffe über den Río San Juan und den Nicaragua-See nach Granada (Nicaragua) von dort ging es mit Maultieren, Pferden oder Kutschen nach Rivas am Pazifik, wo Schiffe zwischen Panama, Rivas und Kalifornien pendelten.
Francisco Ferrera erkannte am 16. Dezember 1843 auf Druck von Frederick Chatfield Thomas Lowry Robinson als Monarch des britischen Protektorates Miskitoküste an. Von Chatfield beraten, definierte im Juni 1847 Lord Palmerston die Grenzen des Königreichs Misquito, im Norden Cabo Gracias a Dios und im Süden Río San Juan. Das Vizekönigreich Neugranada sollte durch ein Gebiet an der Chiriqui Lagoon, welches Costa Rica zugeschlagen werden sollte, auf Abstand gehalten werden. Als nicaraguanische Truppen San Juan del Norte an der Mündung des Río San Juan zu besetzen versuchten, wurde sie durch eine britische Truppe, welche von Charles Edward Grey, dem Gouverneur von Jamaika, gesandt wurde, am 1. Januar 1848 geschlagen. Nach Grey wurde Greytown benannt.
Auch die USA erhoben Anspruch auf die Küste. Ihre Forderungen beruhten auf der Furcht vor einer bevorzugten Position, die Großbritannien in Bezug auf den geplanten interozeanischen Nicaragua-Kanal hätte einnehmen können. Im Clayton-Bulwer-Vertrag von 1850 verpflichteten sich die Regierungen von Großbritannien und den USA, keinen Teil Zentralamerikas zu kolonisieren oder zu besetzen und räumten sich gegenseitig das ausschließliche Recht zum Bau des Nicaragua-Kanals ein.

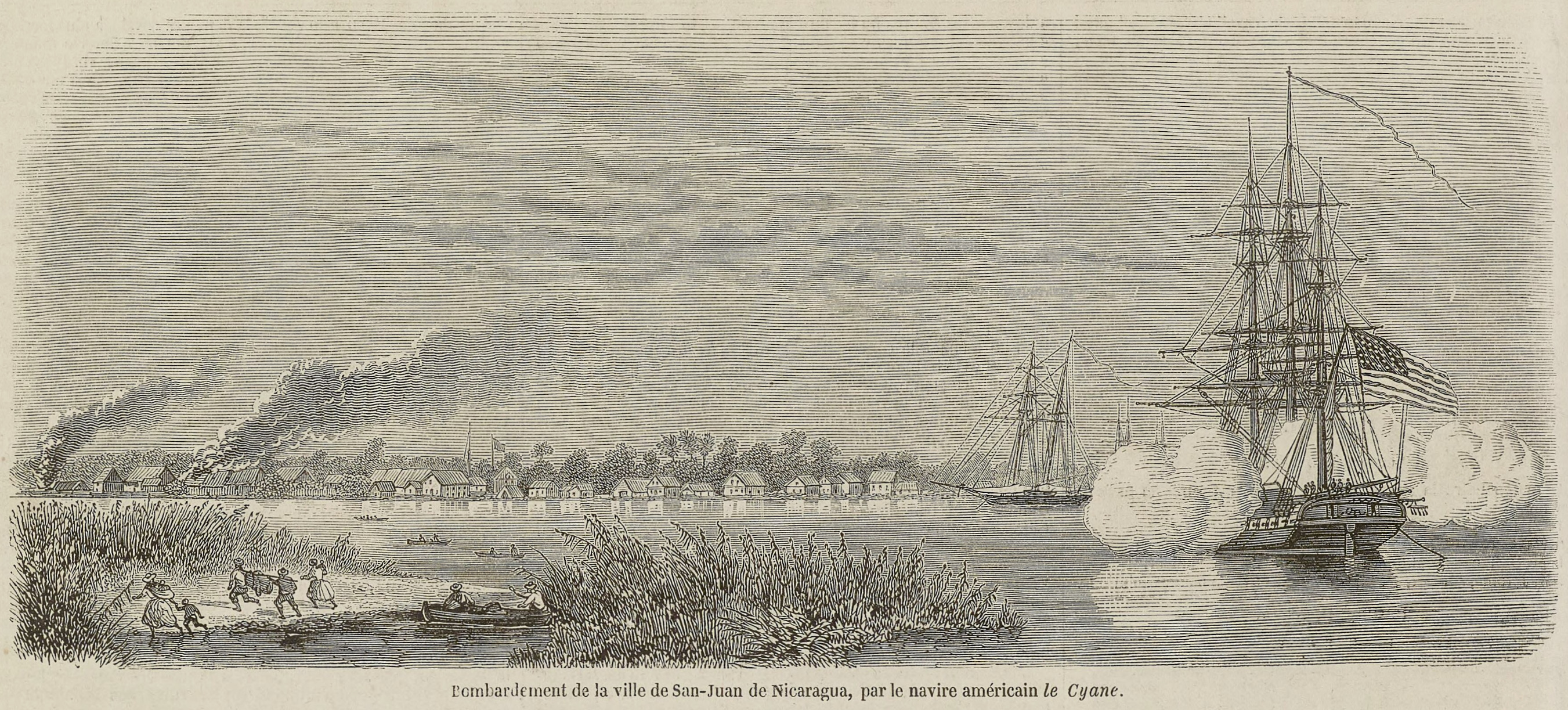
Bombardierung von Greytown durch die USS Cyane

Am 15. März 1854 rammte das unter US-amerikanischer Flagge fahrende Schiff Routh auf dem Río San Juan das Kanu eines Nicaraguaners, wodurch dieses unterging und der Nicaraguaner getötet wurde. Die Polizei von Greytown versuchte den Kapitän des US-Schiffes festzunehmen, wogegen der Fahrgast, der US-Botschafter Solon Borland, opponierte. Da Borland während der Auseinandersetzung von einer aufgebrachten Menge verletzt wurde, verlangte die US-Regierung binnen 24 Stunden eine großzügig kalkulierte Entschädigung, andernfalls wurde mit der Zerstörung von San Juan del Norte gedroht.
Am 13. Juli 1854 beschoss die USS Cyane Greytown und zerstörte etwa 80 Häuser vollständig. Die Bombardierung von Greytown löste sowohl in der US-amerikanischen Presse und international scharfe Proteste aus. Sie gilt als die erste Bombardierung einer unbefestigten Küstenstadt, die international eindeutig als Kriegsgreuel verurteilt wurde.
Kurz darauf wechselte der Río San Juan seinen Lauf und die Stadt wurde abermals zerstört. Greytown wurde wieder aufgebaut und 1855 machte sich der Filibuster William Walker zum Präsidenten von Nicaragua. Er übernahm die Kontrolle über die Niederlassungen der Accessory Transit Company und widerrief ihre Betriebsgenehmigung. Nachdem er zwischenzeitlich durch von Vanderbilt unterstützte Gruppen vertrieben worden war, versuchten Walker und seine Spießgesellen im November 1857 erneut in Nicaragua an die Macht zu gelangen. Sie fuhren in den Hafen von Greytown und kampierten auf dem nahegelegenen Punta Arenas. Dort wurden sie vom United States Marine Corps eingekreist, die Walker verhafteten.
Vanderbilt schloss sein Unternehmen gegen eine Apanage von seinen Konkurrenten. Die Pacific Mail Steamship Company und die United States Mail Steamship Company befuhren ähnliche Routen über Panama, weshalb Greytown an Bedeutung verlor.
Die Stadt gehörte formal zum Staatsgebiet von Nicaragua und die Kontrolle der Miskitos wurde 1860 beendet, sie blieb jedoch faktisch unter britischem Protektorat. 1894 gliederte José Santos Zelaya die Miskitoküste in das nicaraguanische Staatsgebiet ein, damals hatte Greytown noch 1482 Einwohner.
Am 9. April 1984 wurde San Juan del Norte durch Contras bombardiert und vom 14. bis 17. April von der Arde Contra besetzt.
2002 wurde das Municipio San Juan del Norte vom nicaraguanischen Parlament in San Juan de Nicaragua umbenannt und die Kreishauptstadt in Greytown.